# Tsuboi Shigeji

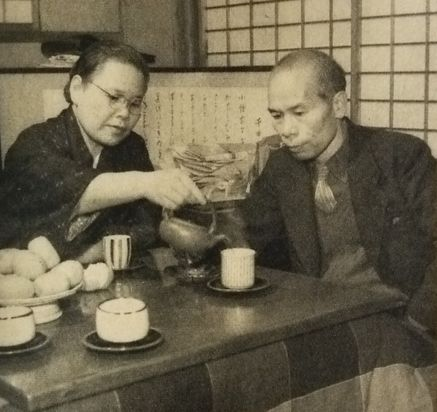
Shigeji mit seiner Frau Sakae

Tsuboi Shigeji (japanisch 壺井 繁次; * 18. Oktober 1898 in der Präfektur Kagawa; † 4. September 1975) war ein japanischer Lyriker und Essayist.

## Leben und Wirken
Tsuboi studierte an der Waseda-Universität und heiratete die Schriftstellerin Iwai Sakae. In den 1920er Jahren schloss er der anarchistischen Bewegung an und veröffentlichte den Gedichtband Aka to Kuro (赤と黒, „Rot und Schwarz“). Später schloss er sich der kommunistischen Bewegung an und wurde ein bekannter Vertreter der Proletarischen Literatur.
Nachdem er mehrfach in Haft war, zog er sich auf das Land zurück und publizierte während des Zweiten Weltkrieges kaum etwas außer humoristischen Texten als Mitglied des Sancho Pansa Club (サンチョ・クラブ, Sanchō Kurabu), dem auch Oguma Hideo und Murayama Tomoyoshi angehörten.
Nach dem Krieg beteiligte er sich an der Gründung zweier Literaturmagazine und förderte die Shin Nihon Bungakkai (Gesellschaft für neue japanische Literatur). 1956 erschien die Gedichtsammlung Atama no naka no heishi, 1957 sein bekanntester Gedichtband Fūsen (風船) – „Luftballon“.